# Didier Drogba
Didier Yves Drogba Tébily (* 11. březen 1978 Abidžan) je bývalý profesionální fotbalista z Pobřeží slonoviny, který hrával na pozici útočníka. Svoji hráčskou kariéru ukončil v roce 2018 v dresu amerického klubu Phoenix Rising FC. Mezi lety 2003 a 2014 odehrál také 88 utkání v dresu reprezentace Pobřeží slonoviny, ve kterých vstřelil 61 branek.
V únoru 2005 skončil na 2. místě v anketě o fotbalistu roku Afriky (zvítězil Samuel Eto'o z Kamerunu). Anketu vyhrál v následujícím roce 2006 a poté ještě v roce 2009.

## Klubová kariéra
Fotbal se učil hrát ve Francii, kde od svých pěti let bydlel u strýce, který byl profesionálním fotbalistou.
Profesionálně fotbal hraje od svých 19 let, kdy ho získal tehdy druholigový klub Le Mans, ve kterém strávil tři sezóny (1998–2002). Hned v první sezóně na sebe upozornil sedmi góly, v dalších dvou letech však byl pronásledován zraněním. V letech 2002–2003 hrál za tehdy prvoligový EA Guingamp a vytvořil si osobní rekord, když vstřelil 17 gólů za jednu sezónu. Velmi úspěšnou sezónu 2003/04 odehrál v Olympique Marseille, vstřelil 18 gólů a získal cenu pro hráče roku. Hrál ve finále Poháru UEFA, ve kterém Marseille podlehla Valencii.

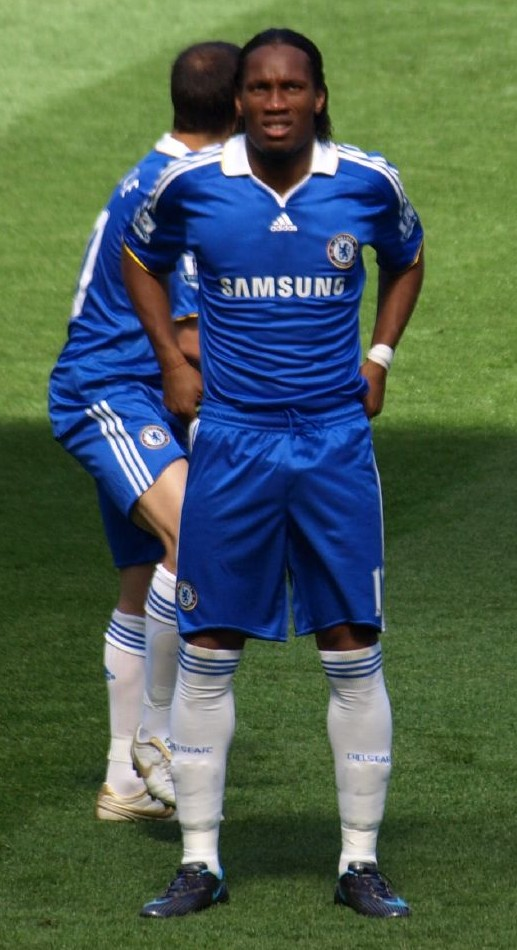
Didier Drogba v dresu Chelsea

### Chelsea FC
V červenci 2004 z Marseille přestoupil za, pro klub tehdy rekordních, 24 milionů liber do londýnské Chelsea. Hned v první sezóně nastřílel 16 gólů ve 40 utkáních, s klubem vyhrál Premier League a Anglický ligový pohár (Carling Cup), když ve finále proti Liverpoolu vstřelil rozhodující branku v prodloužení. Také díky jeho brankám v obou čtvrtfinálových utkáních proti Bayernu Mnichov Chelsea postoupila do semifinále Ligy mistrů.
Do sezóny 2005/06 měl impozantní nástup, když vstřelil dvě branky v derby proti Arsenalu a podílel se na každé ze čtyř branek Chelsea při vítězství 4:1 na hřišti Liverpoolu. Po utkání, ve kterém Chelsea porazila 2:0 Manchester, byl Drogba obviněn z podvádění, když vyšlo najevo, že před vstřelením druhé branky hrál rukou. V průběhu sezóny Drogba prohlásil, že se chce vrátit do Marseille, protože je démonizován anglickým tiskem, přesto v londýnském velkoklubu zůstává i pro sezónu 2006/07.
Od té doby se na lavičce Chelsea FC vystřídalo poměrně dost trenérů díky nemalým ambicím ruského vlastníka klubu Romana Abramoviče. Ne se všemi trenéry měl Drogba dobré vztahy: např. s Luizem Felipem Scolarim, u kterého Drogba často začínal utkání na lavičce (Scolari byl kvůli nedostačujícím výsledkům brzy odvolán z funkce). Scolariho nahradil Guus Hiddink, pod kterým Drogba opět ožil a stal se nedílnou součástí základní sestavy. Pod Hiddinkem Chelsea došla do semifinále Champions League kde však vypadla s pozdějším vítězem Barcelonou. Sezonu 2009/10 začal Drogba 2 góly, kterými pomohl v prvním utkání sezony porazit Hull City AFC 2-1. Drogbovi forma vydržela po celou sezonu, kdy se stal s 29 trefami nejlepším střelcem Premier League. Chelsea zakončila sezonu ziskem Double (vítězství v Premier League a FA Cupu), ovšem nedokázala vyhrát Ligu Mistrů, kde padla už v osmifinále s pozdějším vítězem Interem Milán, kde se Drogba nechal vyloučit.

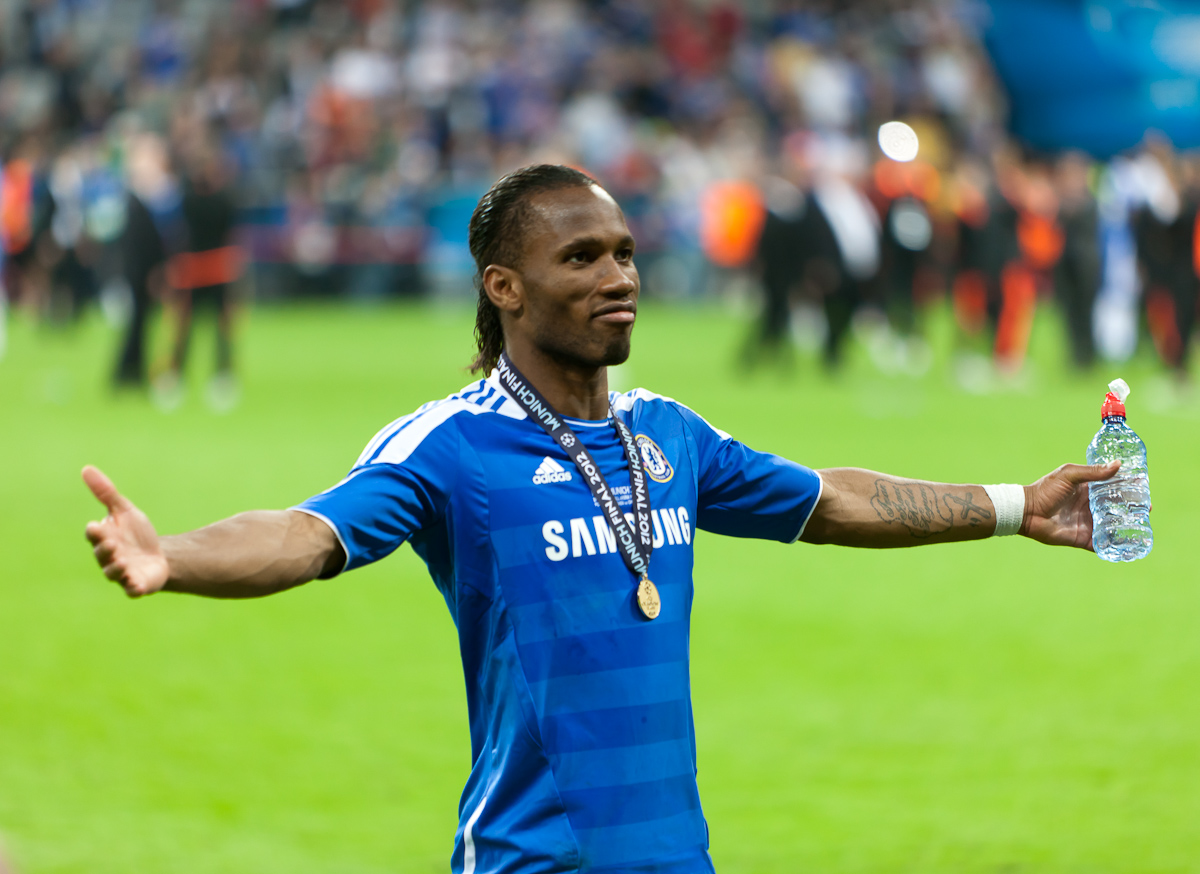
Drogba po finále Ligy Mistrů 2012 v Mnichově

V sezóně 2011/12 se postaral hlavičkou o vyrovnání stavu na 1:1 ve finále Ligy mistrů UEFA. Zápas se prodlužoval a v následném penaltovém rozstřelu vsítil Drogba vítěznou penaltu, Chelsea FC se tak stala poprvé ve své historii vítězem Ligy mistrů.

### Šanghaj Šen-chua
Po sezoně 2011/12 se rozhodl Chelsea opustit, neboť chtěl ukončit svou štaci v Anglii na vrcholu a změnit prostředí. 19. června 2012 oznámil svůj přestup do čínského prvoligového týmu Šanghaj Šen-chua, ve kterém hrál i jeho bývalý spoluhráč z Chelsea Nicolas Anelka. Drogba zde podepsal 2,5letý kontrakt s týdenním platem 200 000 liber.

### Galatasaray SK
V lednu 2013 přestoupil do istanbulského velkoklubu Galatasaray SK. Debut absolvoval ve 22. ligovém kole 15. února proti mužstvu Akhisar Belediyespor a podílel se na vítězství 2:1. V 63. minutě nastoupil na hřiště a již o 4 minuty později se prosadil hlavou po centru Buraka Yılmaze. Poté si oba role prohodili a Drogba připravil gól pro Yılmaze. V sezoně 2013/14 vyhrál s klubem Süper Lig (turecká liga), v následující sezoně 2013/14 zase Türkiye Kupası (turecký fotbalový pohár).

### Chelsea FC (návrat)
V červenci 2014 se po vypršení smlouvy s Galatasaray vrátil do Chelsea FC. 1. března 2015 vyhrál s Chelsea potřetí ve své kariéře Anglický ligový pohár. 3. května 2015 tři kola před koncem sezóny 2014/15 získal s Chelsea další ligový titul (čtvrtý s tímto týmem).

### Montreal Impact
V létě 2015 přestoupil do kanadského týmu Montreal Impact ze zámořské ligy Major League Soccer. Při svém prvním zápase v základní sestavě se mu podařilo vstřelit hattrick do sítě Chicago Fire.

### Phoenix Rising FC
Na jaře 2017 přestoupil Drogba do amerického klubu Phoenix Rising FC, hrajícího druhou nejvyšší soutěž United Soccer League. Je kapitánem týmu a spolumajitelem klubu. K prvnímu zápasu nastoupil 10. června 2017 a připsal si gól a asistenci.

## Reprezentační kariéra
V reprezentaci byl považován za bezkonkurenčního lídra. Pomohl své zemi k premiérové účasti na Mistrovství světa 2006, když v africké kvalifikaci vstřelil 9 branek v 8 utkáních, což je jeden z nejlepších výkonů historie. Při závěrečném turnaji v Německu, kterého se zúčastnil, však Pobřeží slonoviny nepostoupilo ze „skupiny smrti“.
V únoru 2006 podruhé jako kapitán přivedl národní tým do finále afrického mistrovství, Pobřeží slonoviny však podlehlo Egyptu v penaltovém rozstřelu, ve kterém Drogba nedal gól. O 6 let později, tedy roku 2012 na Africkém poháru národů dovedl svůj národní tým opět do finále proti Zambii, jenže i díky jeho neproměněné penaltě v průběhu zápasu došlo na závěrečný penaltový rozstřel. V 9. kole přestřelil bránu Gervinho a titul získala Zambie.
Byl účastníkem Mistrovství světa 2010 v Jihoafrické republice.
Zúčastnil se Mistrovství světa 2014 v Brazílii, kde reprezentace Pobřeží slonoviny vypadla v základní skupině C. Na turnaji byl kapitánem týmu.

## Individuální ocenění
- Africký fotbalista roku: 2006, 2009 [1]
- BBC African Footballer of the Year: 2009 [15]